# Ebert William Amâncio
Ebert William Amâncio, kurz Betão (* 11. November 1983 in São Paulo), ist ein brasilianischer ehemaliger Fußballspieler.

## Karriere
Betão begann 2001 seine Laufbahn bei seinem Heimatverein Corinthians São Paulo. Nachdem er Ende 2007 die Option, seinen Vertrag zu verlängern, nicht nutzen wollte, wechselte er Anfang 2008 zum FC Santos. Zuvor hatte er 14 Jahre für Corinthians gespielt und während der 2007er Saison die Kapitänsbinde getragen. In seiner letzten Saison stieg er mit seinem Verein ab und wurde dabei zum Sündenbock ernannt. Für den FC Santos bestritt er insgesamt nur fünf Spiele, ehe er sich zu seiner nächsten Station, Dynamo Kiew aufmachte. Er unterschrieb bei Kiew einen Fünfjahresvertrag und kostete 2,5 Millionen Euro Ablöse. Bei seinem neuen Verein ist er schnell zum Stammspieler geworden.
Für die Rückrunde 2012/13 lieh Kiew Betão an den abstiegsgefährdeten französischen Erstligisten FC Évian Thonon Gaillard aus. Mit den Savoyern gelang es ihm nicht nur, die Klasse zu halten, sondern er stand mit ihnen auch im Landespokalfinale.

## Erfolge
Corinthians
- Torneio Rio-São Paulo: 2002
- Brasilianischer Pokal: 2002
- Staatsmeisterschaft von São Paulo: 2003
- Brasilianische Meisterschaft: 2005

Dynamo Kiew
- Ukrainische Meisterschaft: 2008/09